# Grb Vijetnama
Grb Vijetnama napravljen je prema simbolima komunističke partije. Zupčanik i usjevi su simboli poljoprivrede i industrije. Iznad njih nalazi se žuta petokraka zvijezda.

## Također pogledajte
- Zastava Vijetnama